# Деснянський районний суд міста Києва

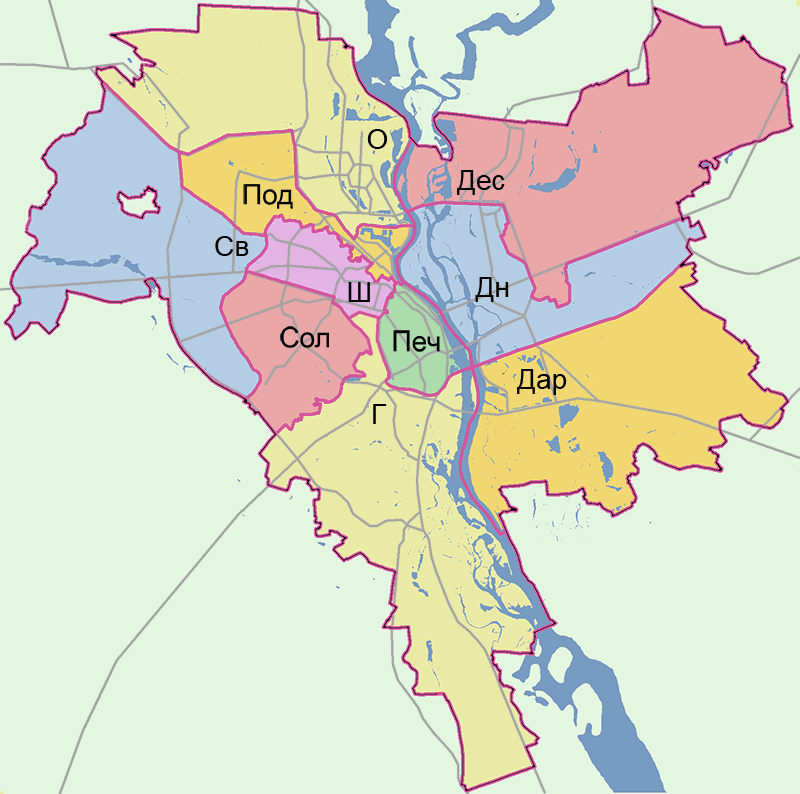
Дес — Деснянський район

Деснянський районний суд міста Києва — загальний суд першої інстанції, юрисдикція якого поширюється на Деснянський район столиці України — міста Києва.
Згідно з судовою реформою, передбачається ліквідація районних судів та створення замість них окружних. 29 грудня 2017 року видано Указ Президента України, яким Деснянський районний суд ліквідовано, а на його місці створений Перший окружний суд міста Києва. Проте, на даний час Указ не реалізований.

## Структура
У суді 31 штатна посада судді та 102 — працівників апарату. Керівнику апарату підпорядковуються спеціалісти, загальна канцелярія, кримінальна канцелярія, цивільна канцелярія та канцелярія справ про адміністративні правопорушення.

## Керівництво
- Голова суду — Лобанов Володимир Андрійович
- Заступник голови суду — Бабайлова Лариса Михайлівна
- Заступник голови суду — Лісовська Олена Володимирівна
- Керівник апарату — Зубець Лариса Володимирівна[1].

## Резонанс
- 5 січня 2012 — вирок у Справі про вбивство Ігоря Індила.
- 17 січня 2006 суд задовольнив позов Голови Верховної Ради Володимира Литвина до колишнього майора президентської охорони Миколи Мельниченка про захист честі і гідності. Суд зобов'язав Мельниченка на прес-конференції спростувати поширену ним інформацію і вибачиться перед Литвином за завдану моральну шкоду[5][6].
- 14 вересня 2018 суд, розглядаючи позов ГО «Фонд подолання наслідків Васильківської трагедії» до 56 відповідачів про відшкодування моральної шкоди, ухвалив накласти арешт на грошові кошти, рухоме і нерухоме майно відповідачів у розмірі один мільярд двісті сімдесят сім мільйонів гривень[7].